# Папчук Степан
Степан Папчук (? — ?) — український селянин та громадсько-політичний діяч із села Шутроминців (давніше Шутриминці, тепер — Заліщицький район). Посол Галицького сейму 2-го скликання в 1867—1869 роках. Обраний в окрузі Заліщики — Товсте (IV курія, входив до складу «Руського клубу».).